# Stenshuvud
Stenshuvud er en nationalpark og et højdedrag i Østerlen i det sydøstlige Skåne 18 kilometer nord for Simrishamn. Nationalparken blev indviet i 1986. Den er domineret af bøgeskov.
Om foråret er der en stor mængde hvide- og gule anemoner i skovbunden. I den sydlige del er der åben hede bevokset med enebærbuske.
Højdedraget har fået sit navn (i dansketiden Stenshoved) efter jætten Sten, der havde styret hele området fra Stenshuvuds karakteristiske højdedrag. Højdedraget er 97 meter højt, og har tidligere fungeret som sømærke. På bjergets top findes rester af en borg fra folkevandringstiden.